# سرجیو بوستامانته
سرجیو بوستامانته (زاده ۱۸ اکتبر ۱۹۳۴ – درگذشته ۲۲ مه ۲۰۱۴) بازیگر مکزیکی تله‌نوولا، سینما، دوبله و تئاتر بود. او در ۲۲ مه ۲۰۱۴ در پوئبلا مکزیک بر اثر حمله قلبی در سن ۷۹ سالگی درگذشت